# AGAL
L'Associaçom Galega da Língua és un col·lectiu reintegracionista sense ànim de lucre creat el 1981 que pretén defensar la posició dels gallecs que entenen la llengua com una part del conjunt peninsular del galaicoportuguès i la plena normalització del gallec.
Contrària a la normativa de la RAG, la seva Comissió Lingüística edità les seves pròpies normes el 1983 amb el títol d'Estudo crítico das "Normas ortográficas e morfolóxicas do idioma galego".
Des del 1995 edita trimestralment la revista Agália i manté les col·leccions de llibres Universália i Criaçom. El seu president des del 2001 fins al juny de 2007 va ser Bernardo Penabade. Actualment és Alexandre Banhos.
El racó de l'AGAL a Internet és conegut amb el nom de Portal Galego da Língua.
El Portal Galego da Língua (o PGL) és el lloc de la xarxa que intenta oferir als seus visitants (gallecs, portuguesos, brasilers i, en general, qualsevol parlant de la llengua gallegoportuguesa) totes les notícies de la llengua, així com una especial preocupació amb l'estat -sempre precari- de la llengua a Galícia.
Algunes de les seves seccions són "Això no és gallec, és portuguès" (de títol irònic), "Parlar amb goig" (destinat als gallecs que, a causa de la seva situació, barregen molts castellanismes als seus textos i converses), el diccionari E-Estraviz de la llengua, la GZ-editora, etc.
El PGL també és conegut entre els seus usuaris com el "Portal General de la Lusofonia" o "Portal Gallec de la Lusofonia" i a les seves pàgines són molt habituals les crides a la unitat necessària de l'espai lingüístic de totes les parles gallegoportugueses.